# Alexandra (filha de Hircano II)
Alexandra foi uma filha de Hircano II, sumo sacerdote de Israel. Ela se casou com seu primo Alexandre, filho de Aristóbulo II, com quem teve Mariana, que foi esposa de Herodes, o Grande.
Hircano e Aristóbulo eram irmãos, filhos de Alexandre Janeu e Salomé Alexandra. Salomé Alexandra governou os hebreus, como regente, e morreu aos 73 anos, em 69 a.C. Hircano e Aristóbulo disputaram o reino; a luta terminou com a intervenção de Roma, quando Pompeu tomou Jerusalém e colocou Hircano como sumo sacerdote.
Alexandra, filha de Hircano, foi esposa de Alexandre, filho de Aristóbulo. Eles foram os pais de Mariana e de Aristóbulo. Mariana se casou com Herodes, o Grande, e seu irmão Aristóbulo foi feito sumo sacerdote, mas por apenas um ano, até Herodes o mandar assassinar em Jericó.
Alexandra escreveu a Cleópatra, e indispôs Herodes contra a amante de Marco Antônio. Quando, após a morte de Mariana, Herodes estava doente de remorso, Alexandra tentou tomar Jerusalém, mas foi executada por Herodes, em 28 a.C.